# Armand Benneker
Armand Benneker (Tongeren, 25 juni 1969) is een Nederlands voormalig voetballer en voetbaltrainer.
Benneker speelde in Nederland voor MVV. Hierna ging hij een jaar naar Schotland om zijn verdere loopbaan in Oostenrijk te spelen. Zijn positie in het veld was verdediger.
Hij was trainer van de Oostenrijkse club FC Dornbirn 1913. Daarna trainde hij de jeugd van FC St. Gallen. Hij woont in het Oostenrijkse Lustenau. Sinds 2016 is hij scout voor Manchester United in Oostenrijk en Zwitserland.
Ook zijn broer Maurice Benneker was voetballer.